# Dehi Constant Momblé
Dehi Constant Momblé, né le 30 décembre 1989 à Abidjan, est un footballeur ivoirien évoluant au poste d'attaquant.

## Carrière
- 2008-2009 : Africa Sports ( Côte d'Ivoire)
- 2009-2012 : Olympique de Béja ( Tunisie)[2],[3]
- 2012 : Hammam Sousse
- 2012 : Etoiles du Zanzan

## Palmarès
- Champion de Côte d'Ivoire en 2008 avec l'Africa Sports
- Vainqueur de la Coupe de Tunisie en 2010 avec l'Olympique de Béja